# 구암초등학교
구암초등학교는 대한민국 경상남도 창원시에 있는 공립 초등학교이다.

## 학교 연혁
- 1980. 05. 24 마산구암초등학교 설립 인가
- 1981. 12. 31 본관 20개 교실 및 창고 1동 준공
- 1982. 03. 16 개교
- 1987. 11. 04 도지정 전통예술 시범학교 운영
- 1997. 10. 23 도지정 특별활동 연구학교 운영
- 2003. 11. 12 도지정 봉사활동 시범학교 운영
- 2008. 04. 12 다목적강당(구암체육관) 개관
- 2008. 11. 21 경남학교홈페이지경진대회 대상 수상
- 2009. 02. 28 방송실 현대화(디지탈)사업
- 2009. 12. 28 학교평가 최우수 학교 선정
- 2009. 12. 28 특성화교육 으뜸 학교 선정
- 2010. 02. 18 제28회 졸업식: 졸업생수 229명(총 졸업생 수: 11,668명)
- 2010. 09. 01 제11대 김현구 교장 부임
- 2011. 02. 21 제29회 졸업식: 졸업생수 216명(총 졸업생 수: 11,864명)
- 2011. 03. 01 경상남도교육청지정 수학과연구학교 운영
- 2012. 02. 14 제30회 졸업식: 졸업생수 206명(총 졸업생 수: 12,070명)
- 2012. 03. 02 34학급(초등32, 특수2) 편성
- 2013. 03. 01 제12대 전상택 교장 부임
- 2013. 03. 04 34학급(초등32, 특수2) 편성
- 2013. 02. 21 제31회 졸업식: 졸업생수 177명(총 졸업생 수: 12,247명)
- 2014. 03. 01 32학급(초등 30, 특수 2) 개설
- 2015. 02. 16 제33회 졸업식 135명(12,558명)
- 2015. 03. 01 제13대 안용태 교장 부임
- 2015. 03. 01 32학급(초등 30, 특수 2) 개설

## 참고 자료
- 구암초등학교 - 한국교육학술정보원 학교알리미